# Salmon (U-Boot, 1938)
Die Salmon (Kennung: SS-182) war ein U-Boot der United States Navy und Typschiff der Salmon-Klasse. Sie war das zweite Schiff der United States Navy, das nach dem Lachs (englisch salmon) benannt wurde. Sie diente von 1938 bis 1945 in der US-Marine. Während ihrer Einsätze im Pazifik versenkte sie in sieben Jahren sechs japanische Schiffe. Bekannt wurde das U-Boot vor allem dadurch, dass sie das US-amerikanische U-Boot mit den stärksten Beschädigungen war, das den Heimathafen Palau erreichen konnte.

## Technik
Die  Salmon war 93,88 Meter lang und 7,96 Meter breit, der Tiefgang betrug 4,78 Meter. Aufgetaucht verdrängte sie 1458 t, getaucht 2233 t. Der Antrieb erfolgte durch vier 9-Zylinder-Dieselmotoren von Hooven-Owens-Rentschler (H.O.R.), die je 1375 PS lieferten. Unter Wasser wurde das U-Boot durch vier Elektromotoren mit insgesamt 2660 PS angetrieben, die ihre Energie aus zwei 120-zelligen Akkumulatoren bezogen. Die Motoren gaben ihre Leistung über ein Getriebe an zwei Wellen mit je einer Schraube ab. Die Geschwindigkeit betrug aufgetaucht maximal 21 Knoten, getaucht schaffte die Salmon noch 9 Knoten. Die mögliche Tauchzeit betrug 48 Stunden, die höchste Tauchtiefe lag bei 76 Metern. In den Treibstofftanks konnten 440 Kubikmeter Treibstoff gebunkert werden, damit hatte das Boot eine Reichweite von 11.000 Seemeilen bei 10 Knoten.
Die Hauptbewaffnung bestand aus acht 53,3-cm-Torpedorohren, vier im Bug, vier achtern, für die sich 24 Torpedos an Bord befanden. Vor dem Turm war ein 7,6-cm-Decksgeschütz angebracht, dieses wurde später durch ein 10,2-cm-Decksgeschütz ersetzt. Auf dem Wintergarten waren zwei leichte 7,62-mm-M1919-Maschinengewehre und zwei schwere 12,7-mm-M2 zur Luftabwehr untergebracht. Zur Ortung feindlicher Schiffe verfügte die Salmon über ein JK/QC- und ein QB-Sonar unter dem Bug, an Deck waren JP-Hydrophone installiert. Am ausfahrbaren Elektronikmast war ab 1943 ein SD-Radar mit 20 Seemeilen Aufklärungsreichweite zur Ortung feindlicher Flugzeuge angebracht, zusätzlich verfügte das U-Boot über ein SJ-Oberflächensuchradar mit etwa 12 Seemeilen Reichweite. Im getauchten Zustand konnte über das am Periskop angebrachte ST-Radar mit 8 Seemeilen Reichweite ebenfalls eine Ortung feindlicher Schiffe erfolgen. Die Torpedos wurden mit einem Torpedovorhaltrechner TDC Mark II ins Ziel gebracht.

## Geschichte

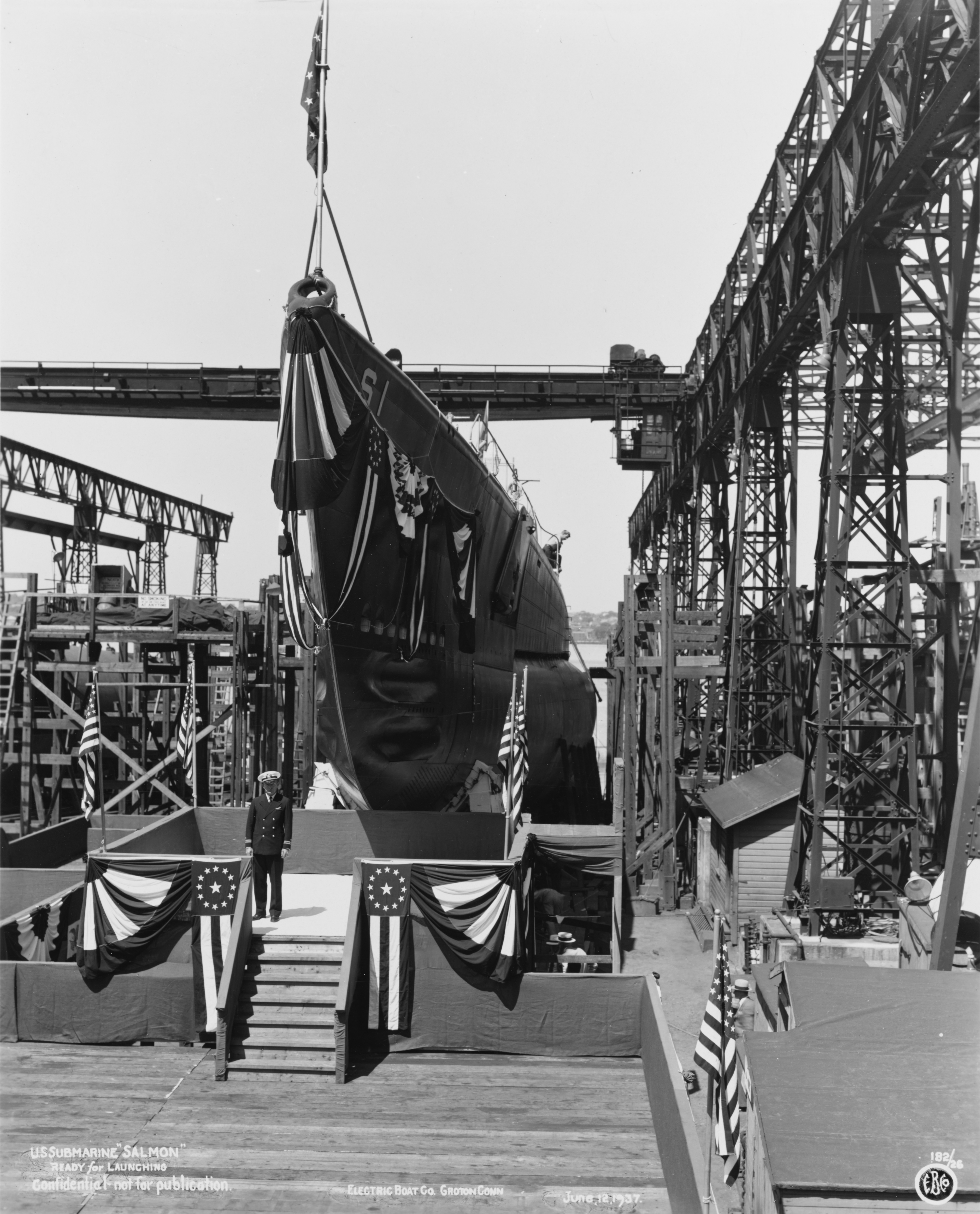
Stapellauf der Salmon im Juni 1937

### Bau und Indienststellung
Die Kiellegung der Salmon erfolgte am 15. April 1936 bei der General Dynamics Electric Boat, Groton. Nach der Taufe durch Miss Hester Laning lief das Schiff am 12. Juni 1937 vom Stapel und nach weiteren Ausrüstungsarbeiten wurde es am 15. März 1938 durch Lieutenant Marvin M. Stephens in Dienst gestellt.

### 1939–1941
Nach einem Shakedown-Training und diversen Prüfungen entlang der Atlantikküste von Westindien bis Nova Scotia wurde die Salmon der Submarine Division 15, Squadron 6 der United States Navy in Portsmouth, New Hampshire, zugeteilt. Als Flaggschiff ihrer Division operierte sie entlang der Atlantikküste. Als die Division Ende 1939 nach San Diego an die Westküste verlegt wurde, übergab sie diesen Status an das Schwesterschiff Snapper. Die Salmon operierte bis 1940 und den größten Teil des Jahres 1941 entlang der Westküste. Ende des Jahres wurde sie mit ihrer Division und dem U-Boot-Begleitschiff Holland zur Asienflotte versetzt. Am 18. November traf die Holland mit Salmon, Swordfish, Sturgeon und Skipjack in Manila ein und bildete die SubDiv 21 der Asienflotte.

## Zweiter Weltkrieg
Die Salmon führte zum Zeitpunkt des Luftangriffs der Japaner auf die philippinischen Stützpunkte und Pearl Harbor eine Patrouille von Manila, Philippinen, entlang der Westküste von Luzon durch. Nachdem sie seit dem 27. November in einer Warteposition war, begann sie sofort mit der ersten Kriegspatrouille, nachdem sie von den Angriffen erfahren hatte. Am 22. Dezember traf sie im Golf von Lingayen auf zwei japanische Zerstörer. Es gelang ihr beide Ziele zu beschädigen und in einer Regenböe unerkannt zu entkommen.

### 1942
Im Januar 1942 verlegte sie in den Süden, um im Golf von Davao und vor der Südspitze von Mindanao zu operieren. Von dort fuhr sie in die Manipastraße zwischen Buru und Seram auf den Molukken. Im Februar patrouillierte sie in der Floressee nördlich von Timor bis zur Straße von Lombok auf den Sundainseln. Am 13. Februar lief sie in Cilacap an der Südküste von Java ein.
Die Eroberung des Flugplatzes auf Bali am 18. Februar 1942 und die Verluste der Streitkräfte des American-British-Dutch-Australian Command (ABDA) in der Seeschlacht in der Straße von Badung am 20. Februar erzwangen die Aufgabe der ABDA-Basis in Surabaya und Cilacap wurde zu einer möglichen Falle. Der Tender Holland verlegte ihre Operationsbasis am 20. Februar nach Exmouth-Golf, Australien, als die Salmon zu ihrer zweiten Kriegspatrouille aufbrach.
Die Salmon verbrachte den nächsten Monat in der Javasee auf Patrouille zwischen Sepandjang und dem Gebiet westlich von Bawean. Sie beendete ihre zweite Patrouille am 23. März in Fremantle, Australien.
Zu Beginn ihrer dritten Kriegspatrouille verließ Salmon am 3. Mai Fremantle und richtete eine Sperrpatrouille entlang der Südküste von Java ein, um die japanische Schifffahrt abzufangen. Am 3. Mai torpedierte und versenkte sie das 11.441 Tonnen schwere ehemalige zum Werkstattschiff umgebaute Schlachtschiff Asahi mit vier Torpedos, und am 28. Mai versenkte sie das 4382 Tonnen schwere Kombischiff Ganges Maru. Am 24. Juni kehrte die Salmon nach Fremantle zurück und begann mit den Vorbereitungen für ihren nächsten Einsatz.
Die Salmon verließ Fremantle am 21. Juli zu ihrer vierten Kriegspatrouille in die Region Südchinesisches Meer und Sulusee. Sie fuhr durch die Straße von Lombok und die Straße von Makassar, die Sibutu-Passage und die Balabacstraße und stationierte sich zwischen Nord-Borneo und Palawan auf den Philippinen. Während dieser Patrouille konnte die Salmon keine günstige Position für einen erfolgreichen Angriff erreichen, machte jedoch zahlreiche Sichtungen und Berichte über Schiffsbewegungen. Sie kehrte am 8. September nach Fremantle zurück.
Die fünfte Kriegspatrouille der Salmon begann am 10. Oktober und ihr Operationsgebiet lag vor Corregidor und der Subic-Bucht. In der Nacht des 10. November entdeckte sie einen großen Sampan, der sich der Dunkelheit in der Nähe von der Subic-Bucht bewegte. Dem Schiff wurde befohlen anzuhalten, dabei wurde Schüsse über seinen Bug abgefeuert. Die Salmon näherte sich für eine genauere Inspektion und sah, dass der Sampan auf seinem Deckshaus das Emblem der aufgehenden Sonne zeigte und dass seine Besatzung versuchte Gegenstände über Bord zu werfen. Die Besatzung des U-Bootes feuerte nun gezielt mit ihren Maschinengewehren auf den feindlichen Sampan. Das Schiff hielt an und wurde von Besatzungsmitgliedern geentert. Die meisten japanischen Seeleute waren über Bord gegangen. Die Entermannschaft nahm Papiere, Funkgeräte und andere Gegenstände mit, anschließend steckten sie den Sampan in Brand. Die Salmon zog sich zurück und das feindliche Schiff explodierte und sank. Am 17. November sichtete die Salmon vor der Annäherung an die Bucht von Manila drei Schiffe und manövrierte zum Angriff. Sie feuerte Torpedos auf jedes der Schiffe und es gelang ihr zwei zu beschädigen und das 5.873 Tonnen schwere, umgebaute Bergungsschiff Oregon Maru zu versenken. Die Salmon beendete ihre fünfte Patrouille am 7. Dezember in Pearl Harbor. Am folgenden Tag fuhr sie zum Mare Island Naval Shipyard in Kalifornien und kam dort am 13. Dezember an. Das U-Boot blieb bis zum 30. März 1943 auf Mare Island und wurde umgebaut. Es bekam Radargeräte und Halterungen für 2,0-cm-Oerlikon-Kanonen, außerdem wurde der Turmaufbau verkleinert. Das Boot kehrte am 8. April nach Pearl Harbor zurück.

### 1943

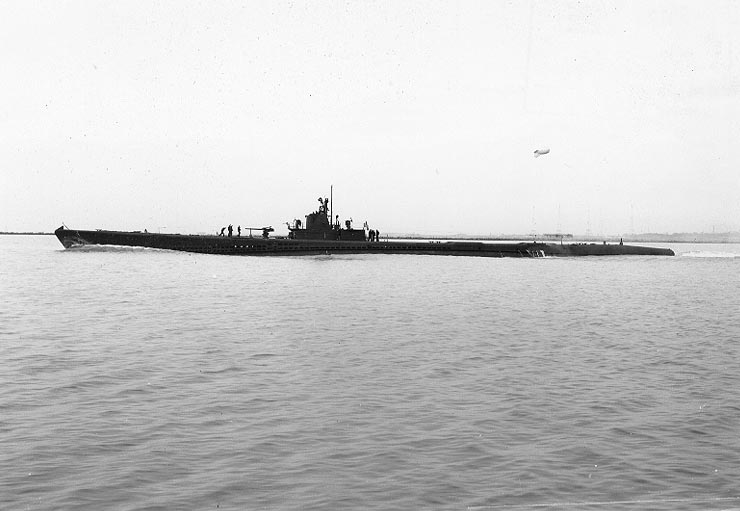
Die Salmon im März 1943 (man beachte den umgebauten Turm)

Die Salmon verließ Pearl Harbor am 29. April 1943 zu ihrer sechsten Kriegspatrouille in Richtung der Midwayinseln. Ihr wurde eine Sondermission zugewiesen, die sie an die Küste von Honshū, Japan, nach Hachijō-jima, zur Kii-Halbinsel und nach Izu-Ōshima führte. Während dieser Mission beschädigte sie am 3. Juni zwei Frachter und kehrte am 19. Juni nach Midway Island zurück.
Die siebte Patrouille führe die Salmon zu den Kurilen um die Versorgungsroute zwischen Paramuschir und den Aleuten zu unterbrechen. Sie verließ Midway Island am 17. Juli und versenkte am 9. August ein kleines Küstenpatrouillenschiff und am 10. August das 2.411 Tonnen schwere Kombischiff Wakanoura Maru vor der Nordküste von Hokkaidō. Sie kehrte am 25. August nach Pearl Harbor zurück.
Die achte Kriegspatrouille ließ die Salmon auf die Kurilen zurückkehren, wo ihr die Beschädigung von zwei Frachtern zugeschrieben wurde. Diese Patrouille dauerte vom 27. September bis 17. November, als sie nach Pearl Harbor zurückkehrte.

### 1944
Die neunte Kriegspatrouille führte die Salmon zwischen dem 15. Dezember und dem 25. Februar 1944 durch. Am 22. Januar gelang es ihr, einen Frachter zu beschädigen.
Am 1. April verließ die Salmon Pearl Harbor in Begleitung des U-Bootes Seadragon mit dem Ziel Johnston Island. Für diese zehnte Patrouille wurde ihr eine spezielle Fotoaufklärungsmission zugewiesen, die bei der Vorbereitung von Plänen zur Erlangung der Kontrolle über die Karolinen helfen sollte. Sie führte vom 15. bis 20. April eine Aufklärung von Ulithi durch; Yap vom 22. bis 26. April und Woleai zwischen dem 28. April und dem 9. Mai. Sie kehrte am 21. Mai mit vielen wertvollen Informationen nach Pearl Harbor zurück.

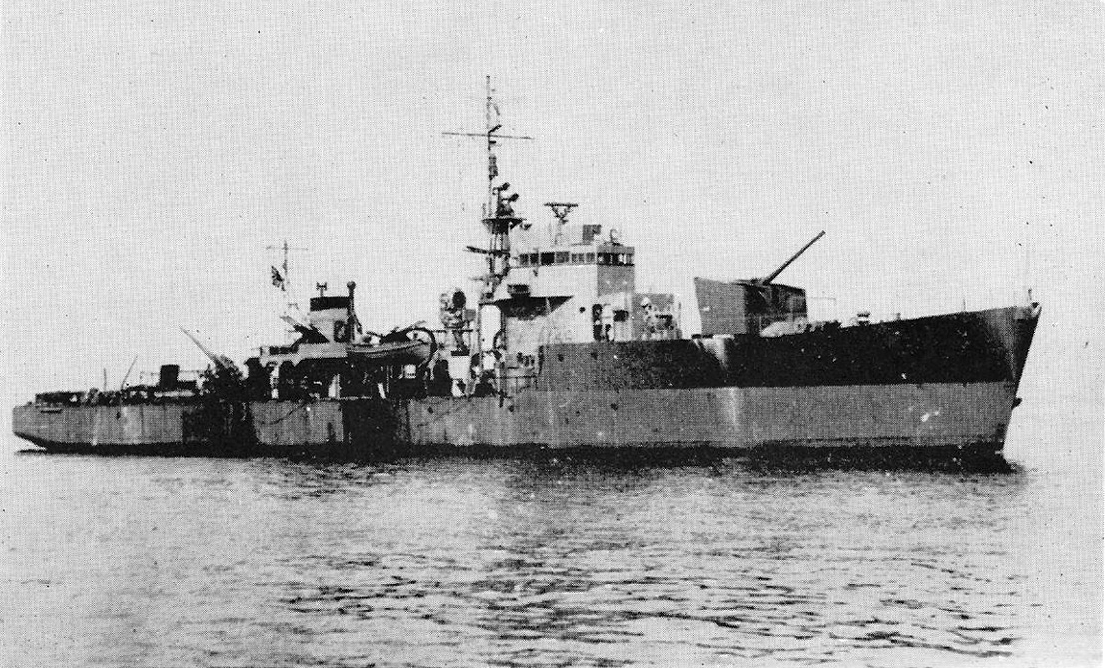
Japanisches Geleitschiff des D-Typs. Vier Einheiten dieser und der C-Klasse waren die Eskorte der Takane Maru

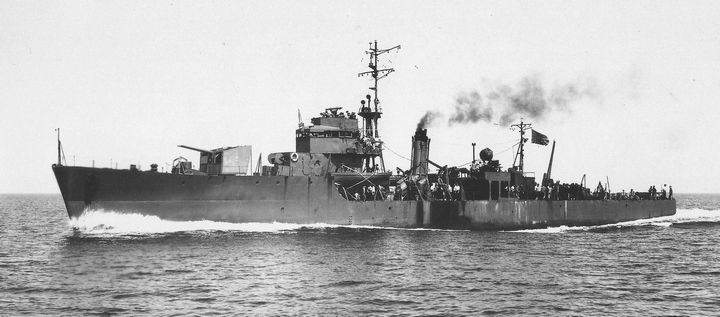
Japanisches Geleitschiff CD-22 des C-Typs

Die elfte und letzte Kriegspatrouille der Salmon wurde in Begleitung der U-Boote Trigger und Sterlet als koordinierte Angriffsgruppe zu den Ryūkyū-Inseln durchgeführt. Diese Patrouille begann am 24. September. Am 30. Oktober griff die Salmon den großen Tanker Takane Maru (10.021 BRT) etwa 130 Seemeilen südöstlich von Miyakonojō an, der zuvor von der Trigger beschädigt worden war. Die Takane Maru wurde von vier Geleitfahrzeugen geschützt, die um das havarierte Schiff hin und her fuhren. Die Salmon feuerte vier Torpedos ab und erzielte zwei Treffer, musste aber unter einem Wasserbombenangriff des Geleitbootes CD-29 tief tauchen. Das Boot begab sich auf 91 m,  wurde aber aufgrund von Schäden und zusätzlichen Wasserbomben bald auf fast 150 m Tiefe gezwungen. Unfähig, die Leckagen zu kontrollieren und die Tiefe aufrechtzuerhalten, kämpfte sie sich an die Oberfläche, um dort ums Überleben zu kämpfen. Die Geleitboote CD-22 und CD-33 sahen die Salmon an der Oberfläche und begannen auf sie zu schießen. Die Salmon drehte ab um ihrer Crew ein paar wertvolle Minuten zu geben, die Schlagseite zu korrigieren und einen Teil der Schäden zu reparieren. Die Geleitboote kamen immer näher, aber die Salmon drehte auf die Angreifer zu und passierte CD-22 in etwa 46 m Abstand an der Seite und beschoss sie mit ihren Oerlikon-Kanonen und ihrer Deckkanone. CD-22 erlitt 4 Tote und 24 Verwundete und konnte wegen der Nähe zur Salmon und ihrem höheren Freibord nicht zurückschießen. Die Salmon begann alle anderen U-Boote unverschlüsselt anzufunken, damit diese angreifen, und gab ihre Position durch. Die Salmon nutzte eine Regenböe um erfolgreich zu entkommen. Abgesehen von den Schäden, die durch Wasserbomben verursacht wurden, erlitt das Boot nur wenige kleinkalibrige Treffer von den feindlichen Schiffen. Besatzungsmitglieder reparierten einen Teil des Kampfschadens, den der „War Damage Report Nr. 58“ der Marine als „einen der schwerwiegendsten, den ein US-U-Boot während des Zweiten Weltkriegs überlebt hat“ bewertete. Begleitet von Sterlet, Trigger und Silversides schaffte sie es zurück nach Saipan. Am 3. November machte sie neben dem U-Boot-Tender Fulton im Hafen von Tanapag, Saipan, fest. Mit den Worten von Admiral Charles A. Lockwood, dem kommandierenden Offizier der U-Bootflotte Südwestpazifik:

“The efficient performance of duty first saved the submarine from destruction below and then enabled them to outfight and outmaneuver the enemy on the surface even though heavily outnumbered by enemy guns and ships. The entire Submarine Force salutes this stout-hearted vessel and its crew for this last most outstanding performance of duty which terminates a brilliant war career.”

„Die effiziente Pflichterfüllung rettete das U-Boot zuerst vor der Zerstörung unten und ermöglichte es ihnen dann, den Feind an der Oberfläche zu überwältigen und auszumanövrieren, obwohl sie den feindlichen Kanonen und Schiffen zahlenmäßig stark unterlegen waren. Die gesamte U-Boot-Truppe verneigt sich vor diesem tapferen Schiff und seiner Besatzung für diese letzte herausragende Pflichterfüllung, die eine glänzende Kriegskarriere beendet.“

Lieutenant Commander Nauman erhielt später das Navy Cross

“for his gallantry and intrepidity and distinguished service who used his experience and sound judgment to fight the battle and bring his submarine back to port.”

„für seine Galanterie und Unerschrockenheit und seinen herausragenden Dienst, der seine Erfahrung und sein gesundes Urteilsvermögen einsetzte, um den Kampf zu führen und sein U-Boot zurück in den Hafen zu bringen.“

### 1945
Am 10. November legte die Salmon zusammen mit der Holland von Saipan ab und fuhr über Eniwetok und Pearl Harbor nach San Francisco. Am 26. Januar 1945 verließ sie San Francisco mit dem U-Boot Redfish und fuhr über den Panamakanal nach Portsmouth, New Hampshire, wo sie am 17. Februar ankam.
Nach Reparaturen und Überholungen in der Portsmouth Naval Shipyard, Maine, wurde die Salmon als Ausbildungsschiff für die Atlantikflotte eingesetzt. Nach Kriegsende wurde das Boot am 24. September außer Dienst gestellt und am 11. Oktober aus dem Marineschiffsregister gestrichen. Es wurde am 4. April 1946 verschrottet.

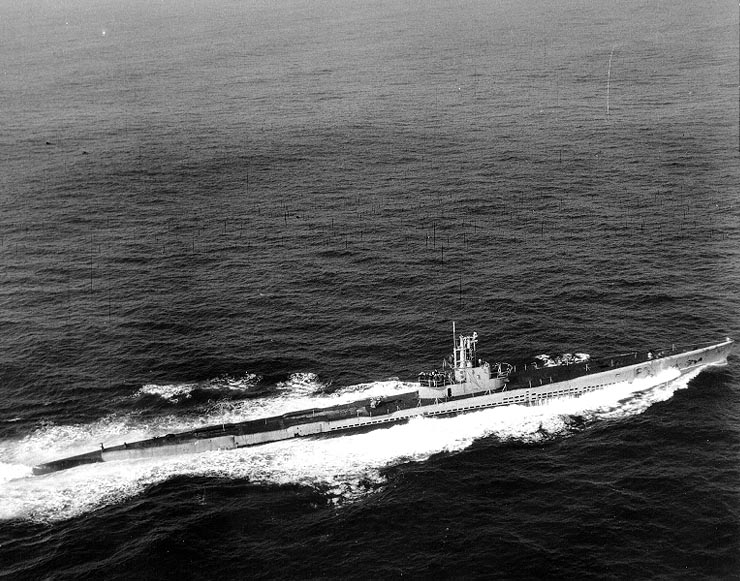
Die Salmon im Februar 1945

## Kommandanten
Die Kommandanten des Unterseebootes Salmon waren:
| Dienstgrad           | Name                 | von        | bis        |
| -------------------- | -------------------- | ---------- | ---------- |
| Lieutenant           | Marvin M. Stephens   | 15.03.1938 | 01.08.1941 |
| Lieutenant Commander | Eugene B. McKinney   | 02.08.1941 | 02.02.1943 |
| Lieutenant Commander | Nicholas J. Nicholas | 03.02.1943 | 26.02.1944 |
| Lieutenant Commander | Harley K. Nauman     | 26.02.1944 | 1944       |
| Lieutenant Commander | Richard B. Laning    | 1944       | 01.1945    |
| Lieutenant Commander | William G. Brown     | 24.01.1945 | 24.09.1945 |

## Versenkungserfolge

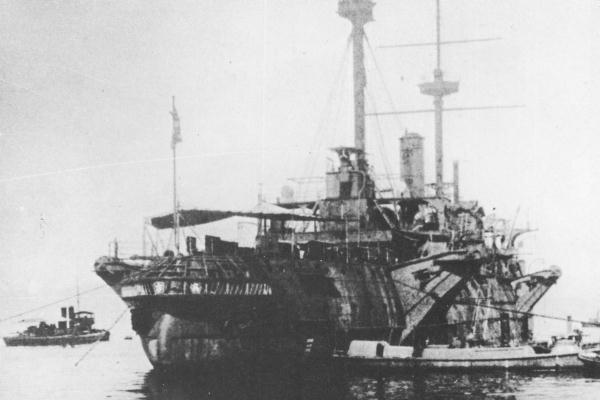
Werkstattschiff Asahi

Die Versenkunsgerfolge des Unterseebootes Salmon sind:
| Versenkungserfolge der Salmon |                 |              |         |                 |
| Datum                         | Schiffsname     | Nationalität | Tonnage | Bemerkung       |
| 3. Mai 1942                   | Asahi           | Japan        | 14.441  | Werkstattschiff |
| 28. Mai 1942                  | Ganges Maru     | Japan        | 4.382   | Kombischiff     |
| 10. November 1942             | unbek. Sampan   | Japan        |         |                 |
| 17. November 1942             | Oregon Maru     | Japan        | 5.873   | Bergungsschiff  |
| 9. August 1943                | Patrouillenboot | Japan        |         |                 |
| 10. August 1943               | Wakanoura Maru  | Japan        | 2.411   | Kombischiff     |

## Auszeichnungen
- Presidential Unit Citation
- Asiatic-Pacific Campaign Medal mit neun Service Stars für den Dienst im Zweiten Weltkrieg

Die Salmon wurde mit der Presidential Unit Citation für außergewöhnliches Heldentum gegen feindliche Überwasserschiffe während ihrer elften Kriegspatrouille in vom Feind gehaltenen Gewässern des Pazifiks ausgezeichnet.